# OpenSLS
OpenSLSはSLS方式の3Dプリンタを開発するオープンソースハードウェアのプロジェクトである。

## 概要
2014年2月にSLS方式の基本特許の保護期間が終了した事によって参入が相次ぐ。
熱可塑性樹脂粉末や合金粉末をレーザーで溶かし焼結させることで立体形状を作成する。オーバーハングの形状を出力する場合に熱溶解積層法や光造形法のようなサポート材が不要で複雑な形状の物体を出力する事ができる。原理的には加熱により軟化する素材であれば良く、比較的の素材の選択の自由度が高い。
これまで3Dプリンタで普及していた熱溶解積層法と比較して寸法精度の高い物を造形できる。